# Fritz Schollmeyer
Fritz Schollmeyer (* 19. Juni 1922; † unbekannt) war ein deutscher Fußballtrainer.

## Sportlicher Werdegang
Der hauptberufliche Sportlehrer Schollmeyer trainierte ab Beginn der 1960er Jahre den in der zweitklassigen Amateuroberliga Niedersachsen antretenden SV Arminia Hannover. In der Spielzeit 1960/61 wurde er mit dem Klub Staffelmeister und beendete die Aufstiegsrunde zur Oberliga Nord punktgleich mit dem Bremer SV, im Entscheidungsspiel wurde mit einer 1:4-Niederlage die Rückkehr des Klubs in die Oberliga Nord verpasst. In der folgenden Saison wiederholte die Mannschaft rund um Lothar Ulsaß den Ligaerfolg und gestaltete die Aufstiegsrunde gegen den TSV Uetersen, den Heider SV und den SSV Delmenhorst mit sechs Siegen erfolgreich. Anschließend wurde der Stamm der Mannschaft zu Vertragsspielern und der auslaufende Kontrakt mit Schollmeyer verlängert. In der Oberliga-Saison 1962/63 platzierte sich die Mannschaft im mittleren Tabellenfeld und wurde nach Einführung der Bundesliga der zweitklassigen Regionalliga Nord zugeordnet. In Folge einer missverständlichen Anzeige des Klubs gingen diverse Bewerbungen aus dem In- und Ausland für den Trainerposten ein und auch die Presse spekulierte über mögliche Nachfolger, der Klub stellte jedoch ein erst kürzlich verlängertes und bis Sommer 1964 laufendes Vertragsverhältnis klar. Im Spätsommer schlug er ein Angebot der Football Association of Thailand aus, die Betreuung der thailändischen Nationalmannschaft für ein kolportiertes Monatssalär von 3500 DM bei drei Monaten Jahresurlaub zu übernehmen. Knapp über einen Monat später wurde er zwei Tage vor dem Lokalderby mit Hannover 96 beurlaubt.
Im Frühjahr 1964 übernahm Schollmeyer das Traineramt bei Leu Braunschweig in der drittklassigen Amateuroberliga Niedersachsen. In der Ost-Staffel belegte er hinter der Amateurmannschaft von Hannover 96 und Aufsteiger 1. SC Göttingen 05 den dritten Tabellenplatz, in er Qualifikation zur Aufstiegsrunde zur Regionalliga Nord wurde nach einem 2:2-Hinspiel-Remis der TSR Olympia Wilhelmshaven mit einem 7:2-Heimsieg geradezu deklassiert. In der Aufstiegsrunde gelang jedoch nur ein Sieg in sechs Spielen, als Letzter der Qualifikationsgruppe blieb der Klub drittklassig. Daraufhin folgte Schollmeyer einem Angebot des aus der Regionalliga Süd abgestiegenen BC Augsburg, mit dem er als Vizemeister in der Spielzeit 1964/65 hinter Aufsteiger SpVgg 1924 Weiden den direkten Wiederaufstieg verpasste. Nach der Meisterschaft in der folgenden Saison stand er mit den Schwaben in der Regionalliga-Spielzeit 1966/67 im Abstiegskampf, der Klub verpasste als Drittletzter den Klassenerhalt.
Schollmeyer übernahm im Sommer 1967 den Zweitligisten Bremerhaven 93 in der Regionalliga Nord. In der Spielzeit 1967/68 stand er mit der Mannschaft zeitweise an der Tabellenspitze, letztlich reichte es zum fünften Tabellenrang. Dabei wurde der Klub im letzten Saisonabschnitt Opfer seines eigenen Erfolgs, als im Frühjahr acht Spieler ihre Verträge kündigten und Schollmeyer nach erfolglosen Verhandlungen mit dem MSV Duisburg über die Nachfolge von Gyula Lóránt sich mit dem Bonner SC geeinigt hatte. Mit dem Liganeuling kämpfte er ab Beginn der Regionalliga-West-Spielzeit 1968/69 gegen den Abstieg. Im Dezember war er nach Bernd Trautmann (Preußen Münster), Artur Gruber (Lüner SV) und Edi Frühwirth (SC Viktoria Köln) der vierte Trainer, der vorzeitig des Amtes enthoben wurde – Georg Stollenwerk trat seine Nachfolge an. Mitte März des folgenden Jahres kam er als Trainer beim TuS Celle FC unter, der als Neuling in der Nord-Regionalliga antrat und bisher von den ehrenamtlich tätigen Hans-Günter Zeiss und Fritz Bauer betreut worden war. Mit dem besseren Torquotienten gegenüber dem punktgleichen Mitaufsteiger Heider SV gelang der Klassenerhalt. Zum Jahreswechsel 1969/70 musste er beim Klub gehen und heuerte als Nachfolger von Karl-Heinz Schmal bei Wormatia Worms an. Im Sommer lief sein Vertrag aus, der rheinhessische Klub holte den marokkanischen Nationaltrainer Virgil Popescu als Nachfolger.
1970 übernahm Schollmeyer das Traineramt beim neu gegründeten SSV Ulm 1846, mit der er in der Spielzeit 1970/71 in der höchsten württembergischen Amateurklasse als Tabellendritter die Teilnahme an der Aufstiegsrunde zur Süd-Regionalliga verpasste. Daraufhin wechselte er zu Tennis Borussia Berlin in die Berliner Regionalliga, dort wurde er zum Jahresende 1972 durch Georg Gawliczek ersetzt. Später war er beim Süd-Regionalligisten FC Schweinfurt 05 engagiert, hier endete das Engagement im Februar 1974.
Im Januar 1975 übernahm Schollmeyer das Traineramt beim VfL Wolfsburg in der 2. Bundesliga Nord. Beim im Abstiegskampf befindlichen Klub stand er elf Ligaspiele an der Seitenlinie. Nach einem 4:1-Erfolg gegen ETB Schwarz-Weiß Essen in seinem ersten Ligaspiel folgten acht Niederlagen in Serie, ehe nach einem 2:0-Erfolg trotz eines 2:2-Unentschiedens bei Preußen Münster auf dem 19. Tabellenplatz liegend das erneute Aus kam. Unter Nachfolger Paul Kietzmann ging der Klub in die Drittklassigkeit. Später war er noch kurzzeitig für KFC Beringen in der höchsten belgischen Liga tätig.